# Kampala
 (mars 2024).
Kampala est la capitale et la plus grande ville de l'Ouganda depuis 1962. Kampala présente la singularité d'être née d'une capitale précoloniale, le Kibuga, qui abritait le palais – lubiri − du roi (kabaka) du Buganda. Cette capitale africaine était installée sur un site de collines séparées par des marais où se tenaient les marchés. 

## Histoire

### Préhistoire

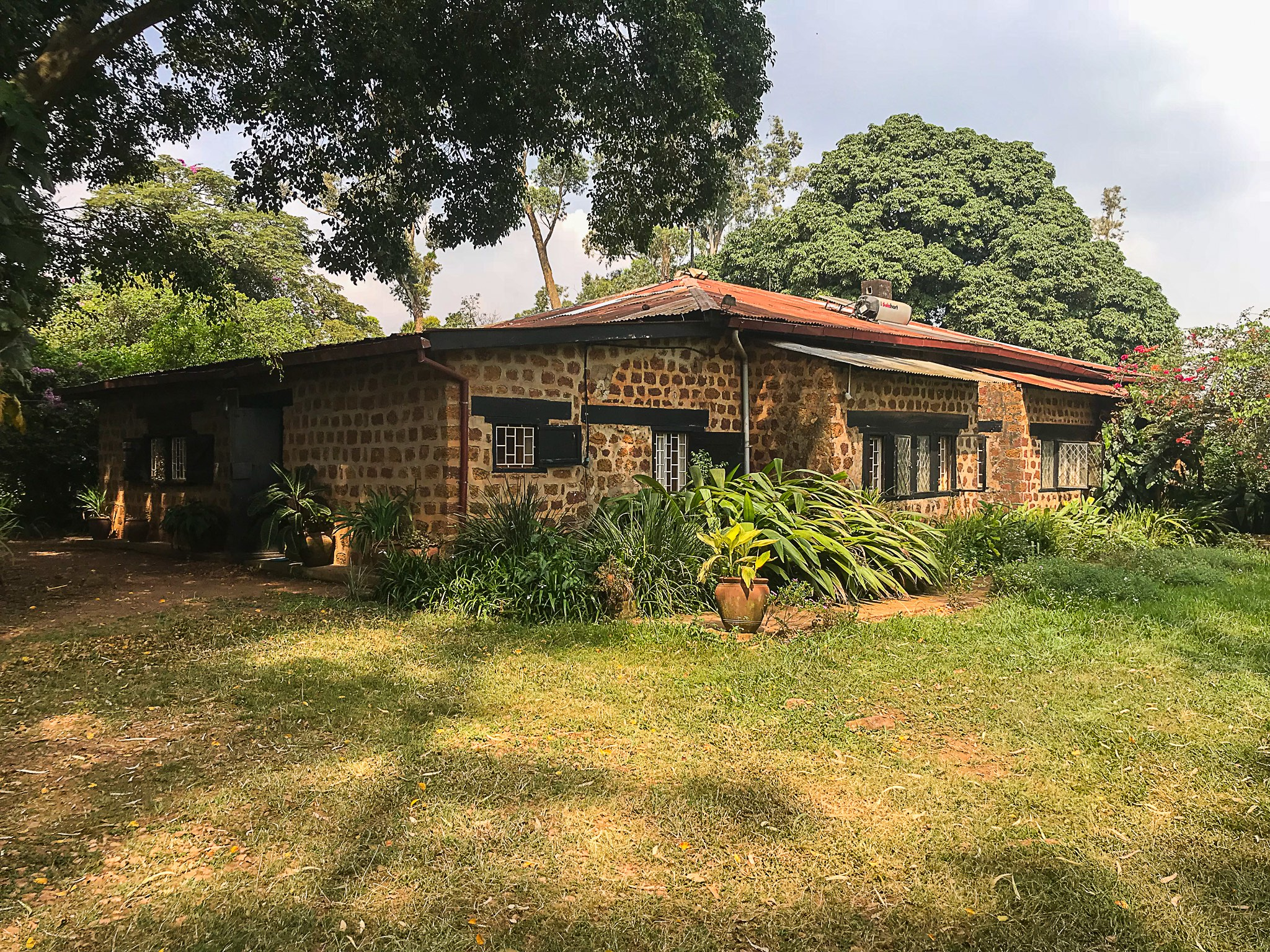
La maison d'Albert Ruskin Cook à Makindye, Kampala. Elle a été construite en 1920. Elle est le lieu de naissance de Muteesa II. Photo décembre 2018.

Avant l'arrivée des britanniques, le roi du Bouganda, le Kabaka, avait choisi la région qui deviendrait Kampala comme son terrain de chasse favori. La zone était composée de nombreuses collines et de marécages. Ce terrain abritait de nombreuses espèces d'antilopes, dont l'impala.
À leur arrivée, les Britanniques renommèrent la région en collines d'Impala. La dérivation en langage bougandais donna Kasozi Ka Mpala (Kasozi ka signifiant colline de), Ka Mpala ressemblant à un seul mot à l'oreille. Quand le roi allait chasser, les Bougandais (ou Bagandas) disaient Kabaka a'genze e Ka'mpala (Le Kabaka est parti à Ka'mpala). Le nom de Kampala était apparu. La zone consistait en plusieurs collines : celle de Kampala avait été choisie pour la garnison britannique, celle de Mengo accueillait la cour du roi et de ses dignitaires, avec les cases de la reine-mère (Namasolé) et celles de la reine-sœur (Loubouga), enfin celle de Rubaga accueillait la mission catholique et celle de Namirembé était investie par la mission protestante.
Kampala a donc grandi comme la capitale du royaume bougandais, dont beaucoup de bâtiments survivent encore, tels que les tombes Kasubi (construites en 1881), le parlement bougandais, la cour de justice bougandaise et l'emplacement du couronnement de Naggalabi Buddo.
En 1890, le capitaine Frederick Lugard, administrateur britannique, organisa un forum le long de la colline de Mengo dans la ville, permettant aux Britanniques d'occuper une grande partie du territoire contrôlé par les Baganda, y compris Kampala.
En 1894, la ville compte environ vingt-mille habitants.
En 1905, le gouvernement britannique a officiellement déclaré le territoire entier colonie britannique.
En 1962, Kampala prend la place d'Entebbé en qualité de capitale du pays. La plus grande partie de la ville est détruite après la guerre contre la Tanzanie en 1978, puis par le renversement de la dictature d'Idi Amin Dada en 1979 et la guerre civile qui s'ensuit. La ville est alors reconstruite sur des bases plus saines.
La ville de Kampala est célèbre pour être la ville connaissant le plus grand nombre d'orages par an (242 en moyenne).

## Géographie

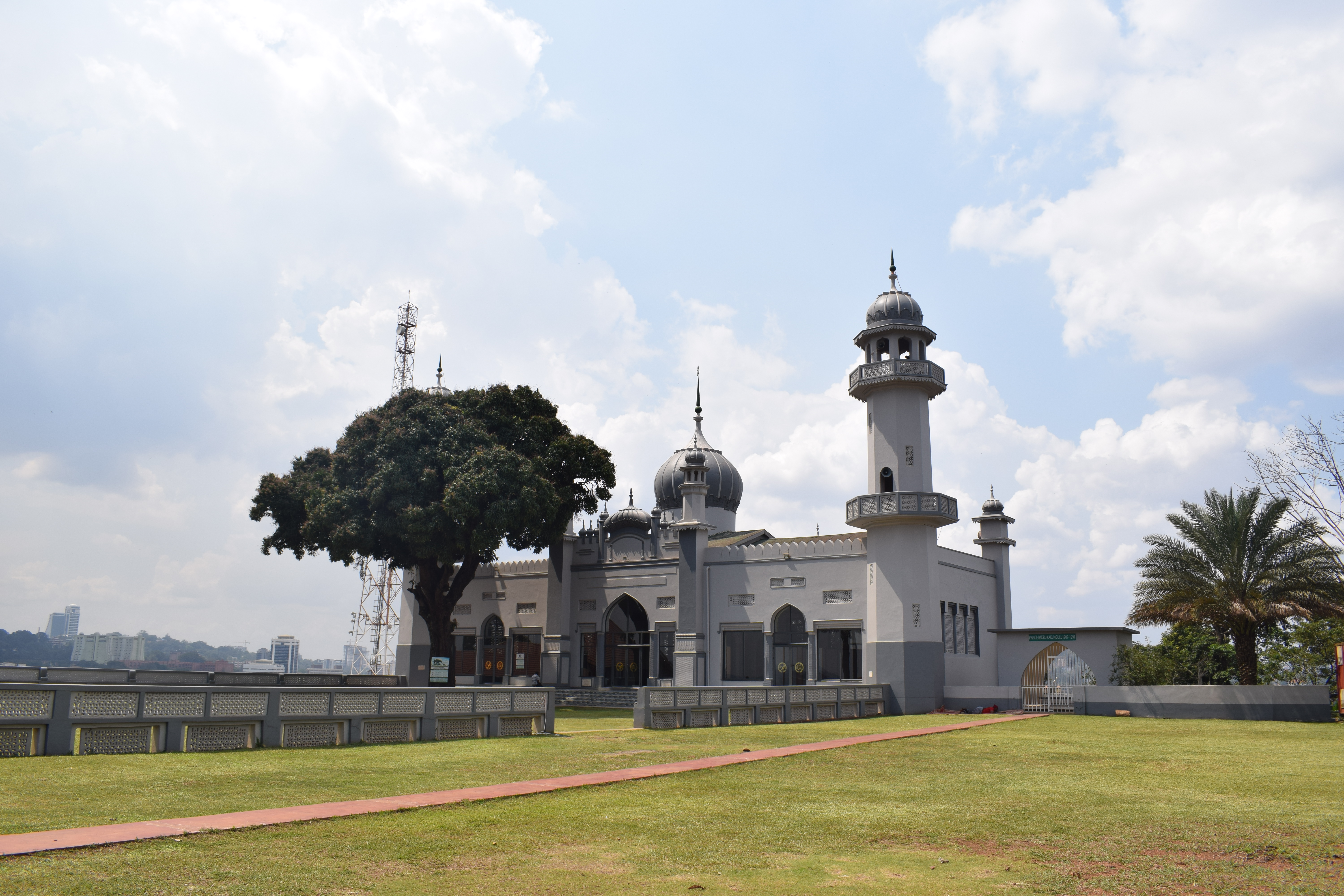
La mosquée de Kibuli à Kampala. Septembre 2020.

Kampala est située quasiment au centre du territoire ougandais, non loin du lac Victoria.
La ville est divisée en cinq quartiers :
- Kawempe au nord
- Rubaga à l'est
- Centre
- Makindye au sud
- Nakawa à l'ouest

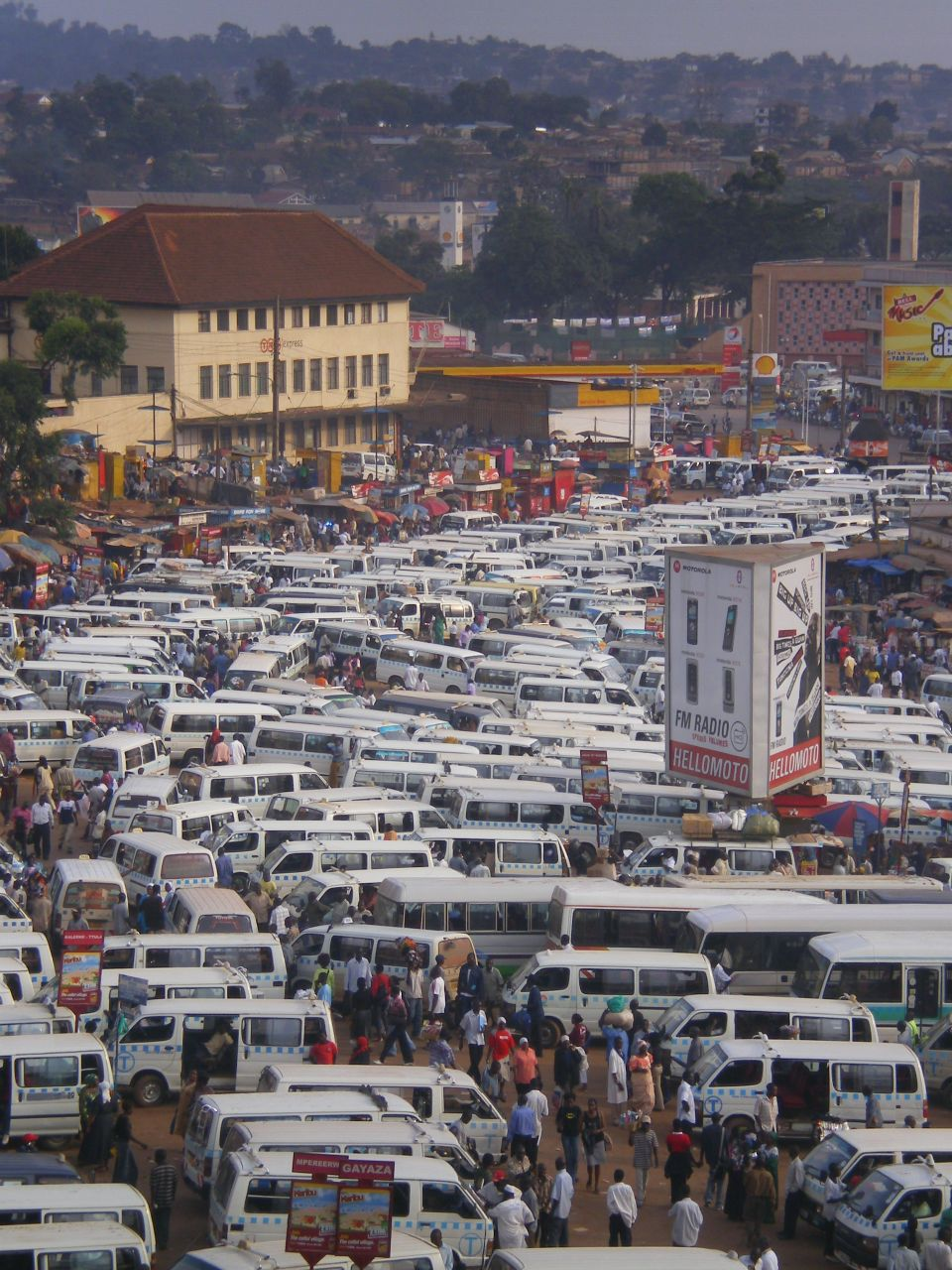
Station de taxis.

À l'instar de nombreuses villes, Kampala prétend avoir été bâtie sur sept collines, bien que ceci ne soit pas tout à fait exact. Voici la liste des sept collines historiques :
- Kasubi : première colline en ordre d'importance historique. C'est là que se trouvent les tombeaux des rois du Buganda à Kasubi.
- Mengo : c'est à cet endroit que se trouve le palais Kabaka actuel et la cour de justice bougandaise.
- Kibuli : c'est là que se trouve la mosquée de Kibuli. L'islam avait déjà été apporté en Ouganda jusque quelques années (1857) avant l'arrivée des missionnaires chrétiens.
- Namirembé : emplacement de la cathédrale anglicane. Les protestants furent les premiers chrétiens à évangéliser l'Ouganda.
- Rubaga : site de la cathédrale catholique Sainte-Marie et où se situe la maison générale des Pères blancs, évangélisateurs de l'Ouganda
- Nsambya : urbanisée par les pères de Mill Hill. On y trouve l'hôpital Nsambya
- Kampala : colline de l'Impala où se trouvent les ruines du fort Lugard. C'est de cette colline que la ville tire son nom.

La physionomie de la ville est profondément marquée par le territoire qui l'entoure : collines au nord, marais de papyrus et lac Victoria au sud.
Le territoire administratif de la ville de Kampala compte aussi de grandes étendues agricoles qui représentent de petites exploitations d'autosubsistance pour ses habitants. L'augmentation du prix des terrains à cause de l'agrandissement de la ville entraîne une forte spéculation foncière sur ces terrains, malgré les efforts de la municipalité pour offrir des logements à des prix abordables pour ses habitants.

## Population

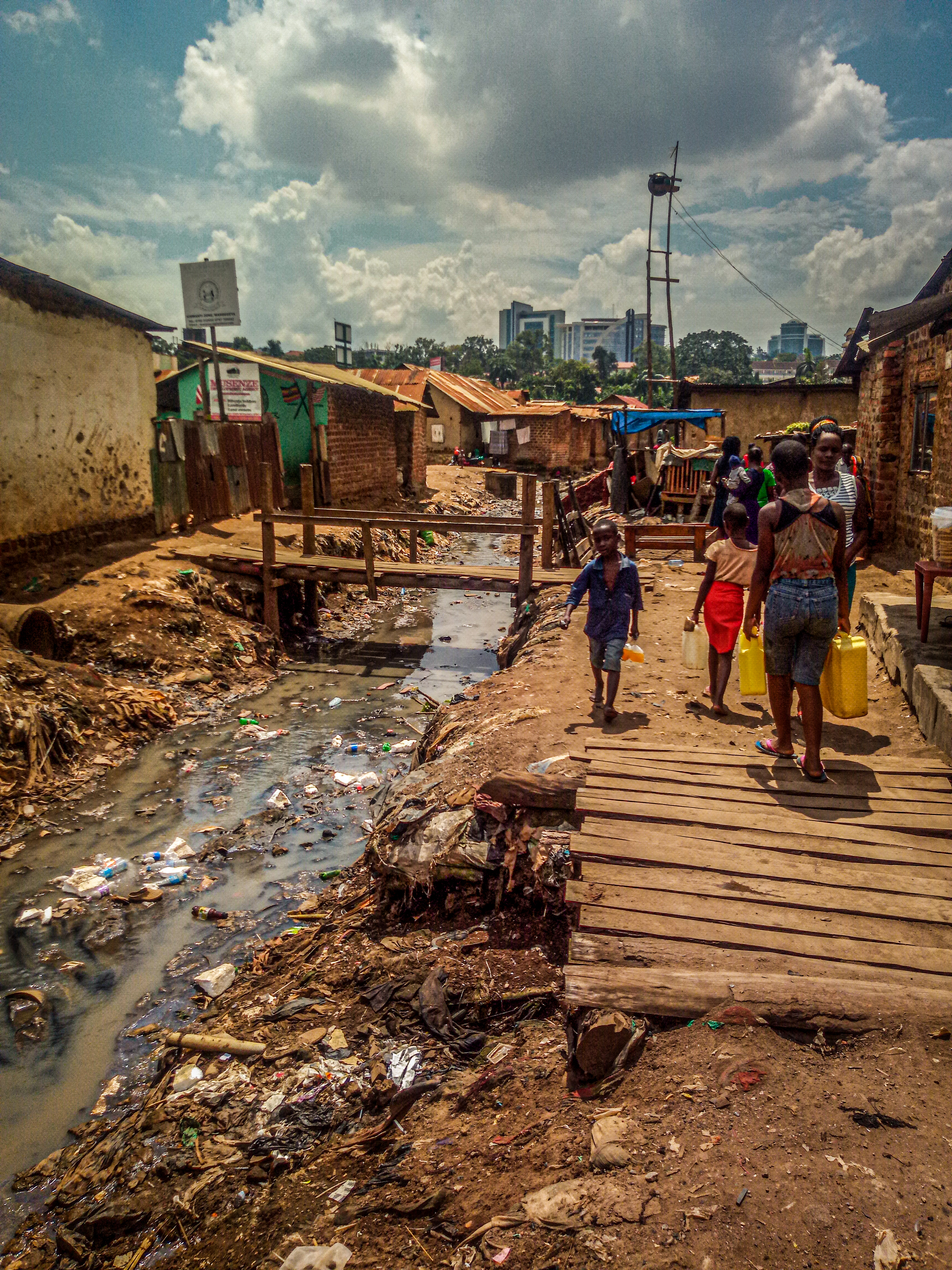
Bidonville de Katanga.

Depuis 1948, l'évolution démographique de Kampala a été :
| 1948   | 1959    | 1969    | 1980    | 1991    |
| ------ | ------- | ------- | ------- | ------- |
| 62 264 | 107 058 | 330 700 | 458 503 | 774 241 |

| 2002      | 2014      | 2019      | - | - |
| --------- | --------- | --------- | - | - |
| 1 189 142 | 1 507 080 | 1 650 800 | - | - |

| Histogramme de l'évolution démographique de Kampala |           |
| \| 1948 \| 62 264 \| \| 1959 \| 107 058 \| \| 1969 \| 330 700 \| \| 1980 \| 458 503 \| \| 1991 \| 774 241 \| \| 2002 \| 1 189 142 \| \| 2014 \| 1 507 080 \| \| 2019 \| 1 650 800 \| |           |
| 1948 | 62 264    |
| 1959 | 107 058   |
| 1969 | 330 700   |
| 1980 | 458 503   |
| 1991 | 774 241   |
| 2002 | 1 189 142 |
| 2014 | 1 507 080 |
| 2019 | 1 650 800 |

Kampala abrite 5 % de la population ougandaise. De 1991 à 2002 la ville a connu un taux d'accroissement annuel moyen de 3,9 %.
39 % de la population de Kampala vit sous le seuil de pauvreté absolue et 43 % de sa population est sans emploi.
9,2 % de la population de la ville est contaminée par le virus du sida. Ce taux atteint 47 % chez les prostituées.[réf. nécessaire]

## Transport
La route Transafricaine 8 Lagos-Mombasa passe par Kampala.

## Enseignement supérieur
L’Université Makerere a été fondée en 1922.

## Lieux de culte

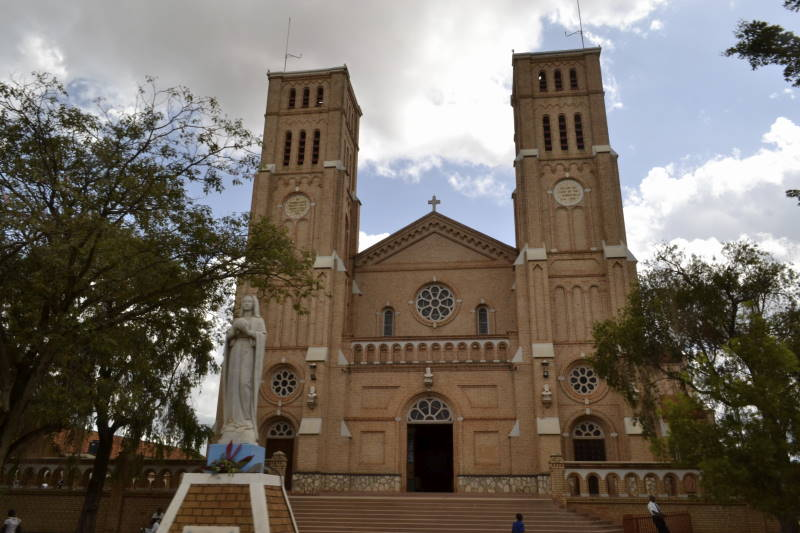
Cathédrale Sainte-Marie de Kampala (Église catholique)
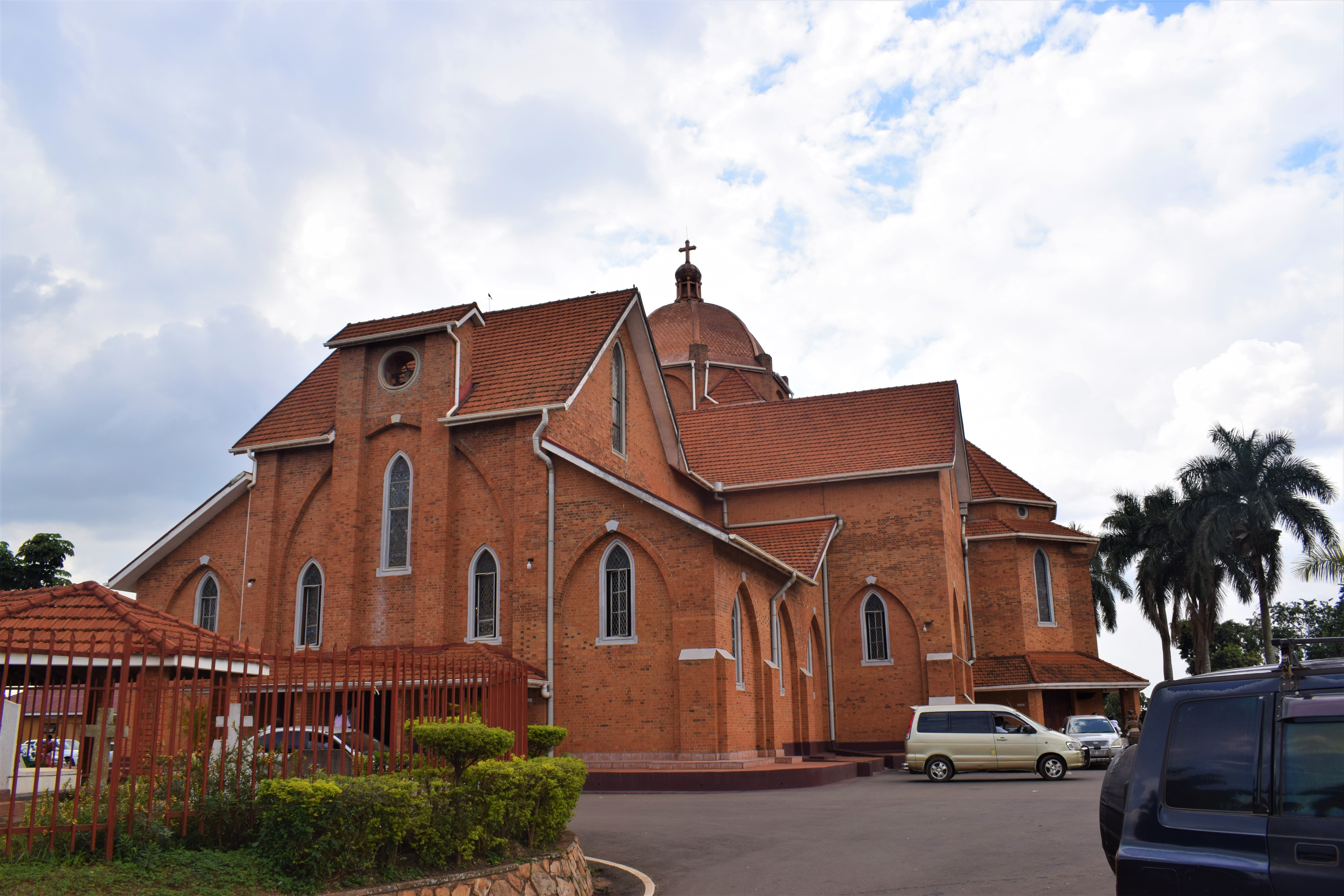
Namirembe Cathedral (Church of Uganda)
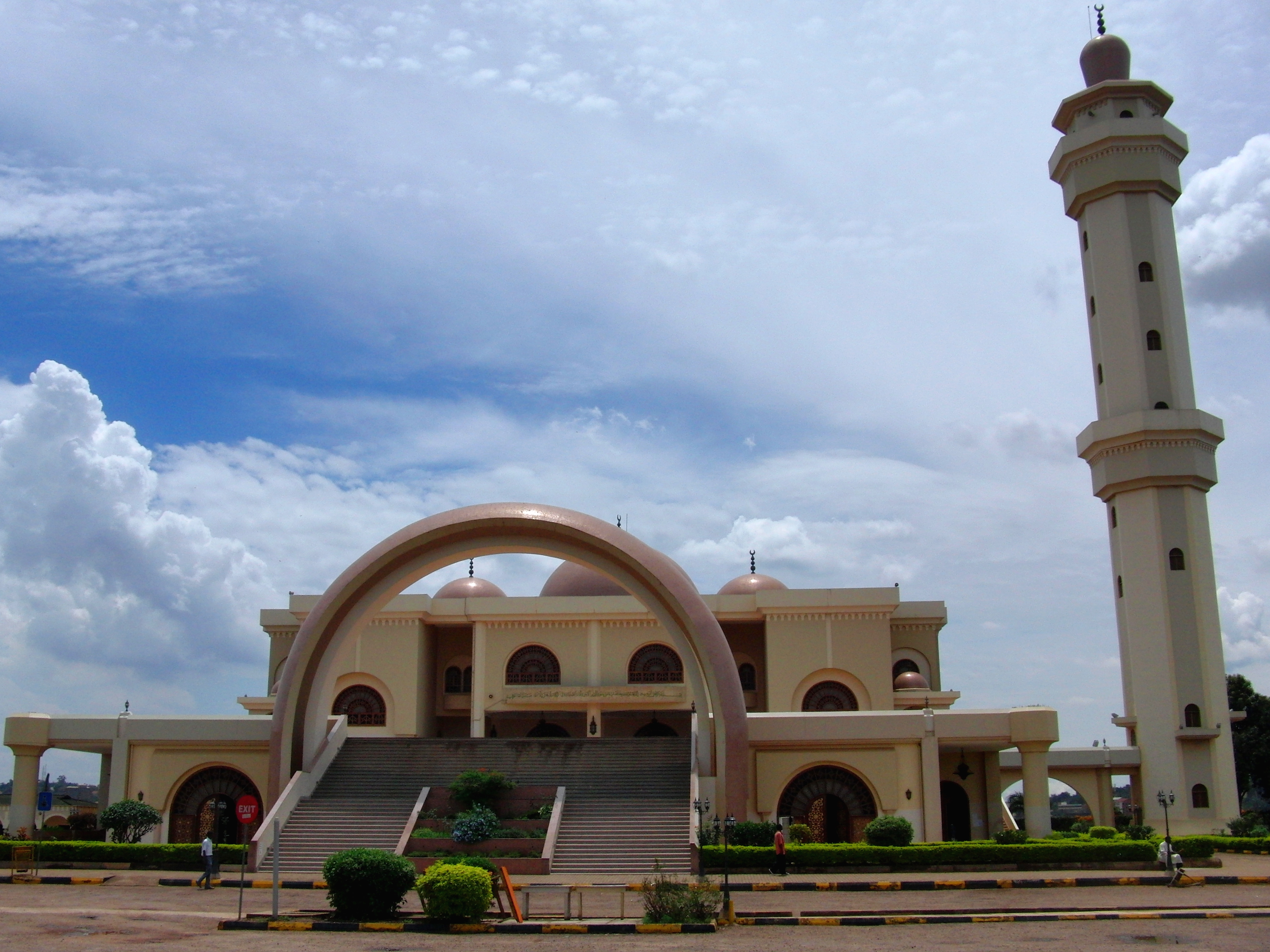
Uganda National Mosque (Islam)

Parmi les lieux de culte, il y a principalement des églises et des temples chrétiens : Archidiocèse de Kampala (Église catholique), Church of Uganda (Communion anglicane), Presbyterian Church in Uganda (Communion mondiale d'Églises réformées), Baptist Union of Uganda, la Communauté Baptiste au Centre de l'Afrique (Alliance baptiste mondiale), Assemblées de Dieu. Il y a aussi des mosquées musulmanes.

## Sport
Les principaux clubs de football de la ville sont le SC Villa, le KCCA FC, l'Express FC et l'URA FC.

## Jumelages
| Ville | Ville  | Pays | Pays   |
| ----- | ------ | ---- | ------ |
|       | Kigali |      | Rwanda |